# Athni
Athni är en ort i Indien.   Den ligger i distriktet Belgaum och delstaten Karnataka, i den sydvästra delen av landet, 1 300 km söder om huvudstaden New Delhi. Athni ligger 573 meter över havet och antalet invånare är 42 047.
Terrängen runt Athni är platt. Runt Athni är det tätbefolkat, med 266 invånare per kvadratkilometer. Det finns inga andra samhällen i närheten. Trakten runt Athni består till största delen av jordbruksmark.